# كريس مورو
كريس مورو (بالإنجليزية: Chris Morrow)‏ (20 سبتمبر 1985 في المملكة المتحدة - ) هو لاعب كرة قدم بريطاني في مركز الوسط. لعب مع غلينتوران ونادي كروسيدرز.

## وصلات خارجية
- كريس مورو على موقع قاعدة بيانات كرة القدم.إي يو (الإنجليزية)